# Daniel Mustafá
Daniel Kabir Mustafá, né le 2 août 1984 à Bell Ville en Argentine, est un footballeur international palestinien d'origine argentine. Il possède également le passeport italien.[réf. nécessaire]
Il évolue actuellement au poste de défenseur avec le club de l'Atlético Venezuela.

## Biographie

### Sélection
Daniel Mustafá est convoqué pour la première fois le 8 décembre 2012 contre le Koweït (défaite 2-1). 
Au total il compte 5 sélections en équipe de Palestine depuis 2012.

## Palmarès
- San Marcos Arica :
  - Champion du Chili de D2 en 2014